# Lugnet och Skälsmara
Lugnet och Skälsmara est une localité de Suède dans la commune de Värmdö située dans le comté de Stockholm.
Sa population était de 709 habitants en 2019.